# Estuna kyrka
Estuna kyrka är en kyrkobyggnad i Estuna i Norrtälje kommun. Den är en av två församlingskyrkor i Estuna och Söderby-Karls församling i Uppsala stift. Kyrkan är belägen norr om Norrtälje på en vidsträckt kyrkogård vid riksväg 76. Strax öster om bogårdsmuren ligger ett gravfält från yngre järnåldern.

## Kyrkobyggnaden
Kyrkan räknas till de äldsta och märkligaste i Uppland. Dess komplicerade byggnadshistoria är föremål för olika tolkningar. Murarna är av kluven gråsten. De äldsta partierna härrör från 1200-talet och består av ett rektangulärt långhus med ett smalare rakavslutat kor. Dess ursprungliga tunnvalv av gråstensflis är bevarat. Möjligen har ett östtorn planerats ovan koret. Under kyrkans golv har påträffats äldre gravar vilket kan tyda på att här har stått en träkyrka. Långhuset täcktes under en period av ett treklöverformat trätunnvalv. På dess högmurar och på vinden, ovanför de senare tegelvalven, finns kalkmålningar av en sällsynt art bevarade, utförda under 1200-talets senare hälft, ev omkring 1270. Högaltaret invigdes 1298, men då stod redan en kyrka sedan en tid på platsen. Från 1200-talets slut härrör även målningarna i korvalvet med vegetativa bladrankor.
Före 1350 förlängdes kyrkan mot väster med kvaderritsade murar. I sydmurens äldre partier upptogs en flersprångig sydportal. Sakristian uppfördes i norr. På 1400-talet byggdes vapenhuset i söder med blinderingar i tegelröstet. Kring mitten av samma sekel slogs tegelvalv i långhuset och de dekorerades (1463?) med figurativa kalkmålningar i Strängnässkolans stil. Även sakristian välvdes.
På 1700-talet utfördes flera reparationer. Ingången i väster upptogs. Interiören vitmenades. Från denna tid härrör huvudparten av inredningen, bland annat de slutna bänkarna från 1732 och orgelläktaren från 1764 i väster. 1844 utfördes en grundförstärkning. Samtidigt förstorades tre fönster i långhuset. En invändig restaurering 1929 under Erik Fant innebar bland annat framtagning av medeltida kalkmålningar och marmorering av bänkarna. Idag ger kyrkan ett medeltida intryck både exteriört och interiört. Invändigt präglas dock kyrkan även av den fasta inredningen från 1700-talet.

## Orgel
- 1765 byggde Jacob Westervik, Stockholm en orgel med 5 stämmor. 1838 tillbyggdes och renoverades orgeln av Pehr Zacharias Strand, Stockholm. Orgeln har efter nybyggnationen 9 stämmor.
- Den nuvarande orgeln byggdes 1899 av E A Setterquist & Son, Örebro. Orgeln är mekanisk/pneumatisk med rooseweltlådor och har ett tonomfång på 54/27. Pneumatikverket var ett inköpt patent av firman ifrån Tyskland framtaget av Fredrik Johnsén i Flensburg. Verket sattes i av firmans verkmästare Alfred Österdahl (f. 1858-) mångårig medarbetare sedan 1874. Avsynades den fredagen den 19 maj och provspelades vid invigningen söndagen den 21 maj 1899 av organisten J. A. Bergquist från Norrtälje.[1] Invigningstalet hölls av vice pastor Per Axel Gunnar Brundin (F. 1872-). Orgeln har 4 fasta kombinationer. Fasaden är samtida med orgeln. 1917 renoverades orgeln av samma firma.

| Huvudverk I  | Svällverk II        | Pedal                 | Koppel |
| Borduna 16´  | Flûte harmonique 8´ | Subbas 16´ (tr I)     | I/P    |
| Principal 8´ | Salicional 8'       | Violoncelle 8' (tr I) | II/P   |
| Gamba 8'     | Rörflöjt 8'         |                       | II/I   |
| Bourdon 8'   | Violine 4'          |                       | I 4'   |
| Octava 4'    | Crescendosvällare   |                       | II 16' |
| Trompet 8'   |                     |                       |        |

## Bilder

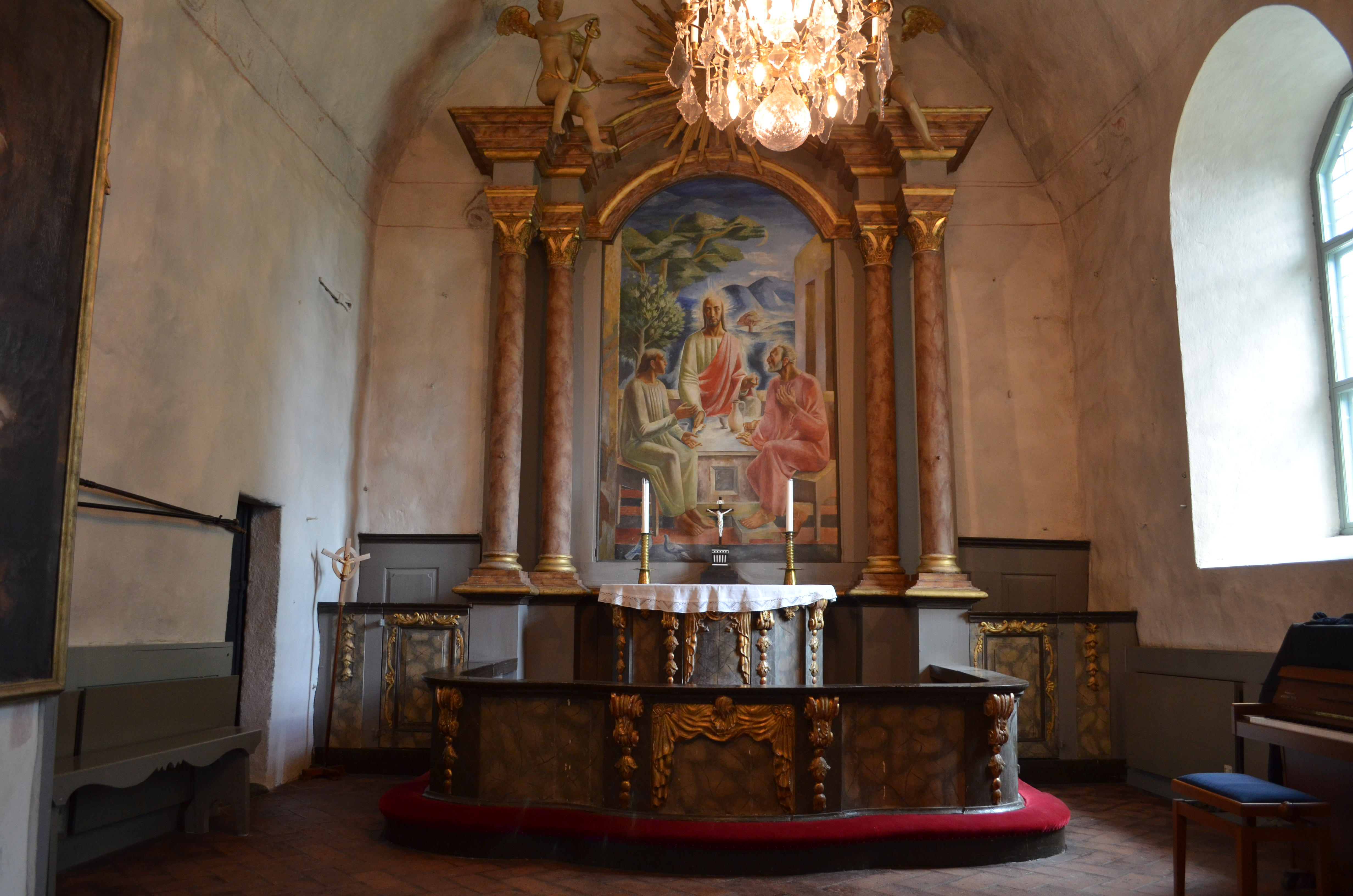
Estuna kyrkas altare
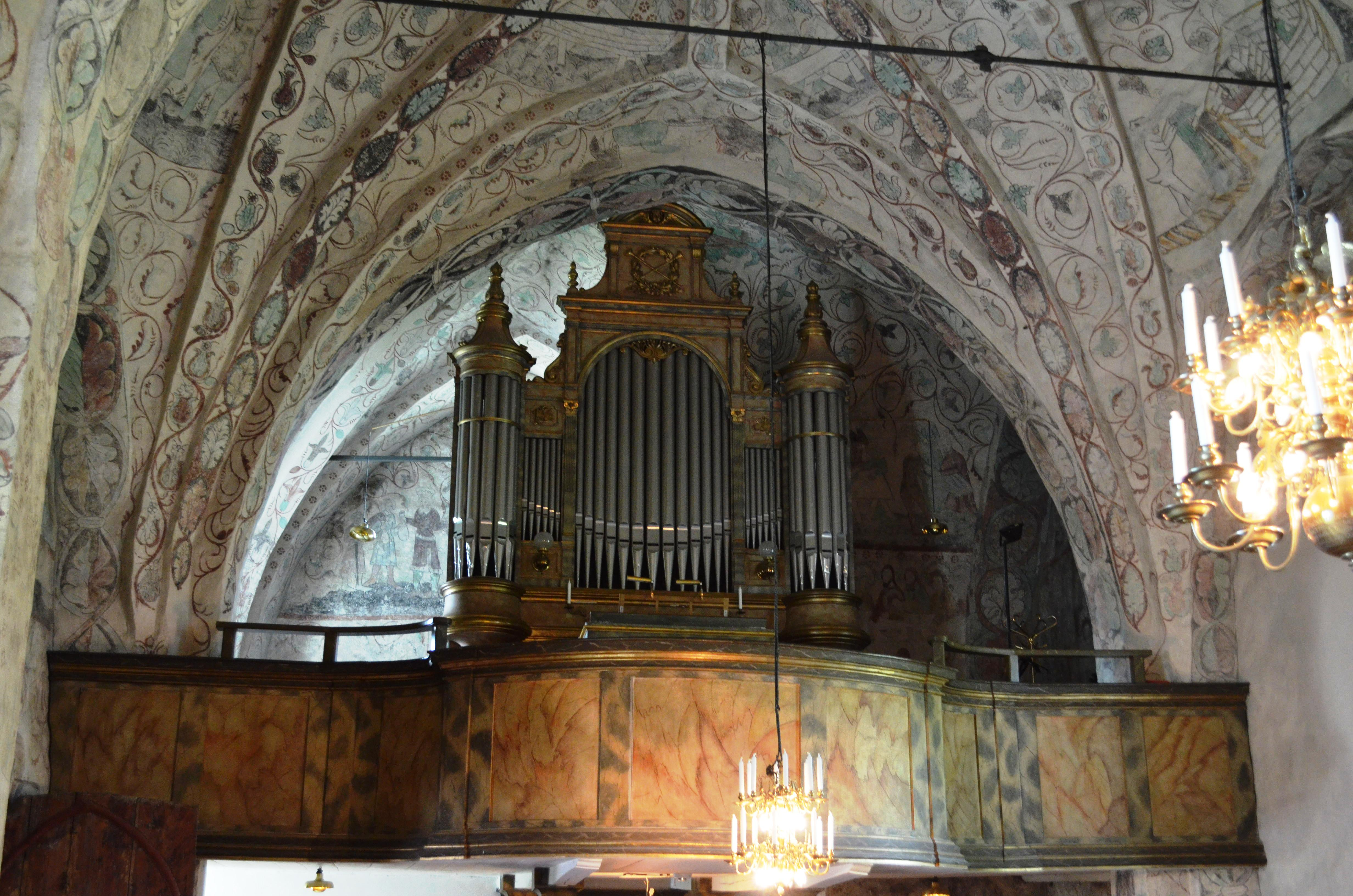
Estuna kyrkas kyrkorgel
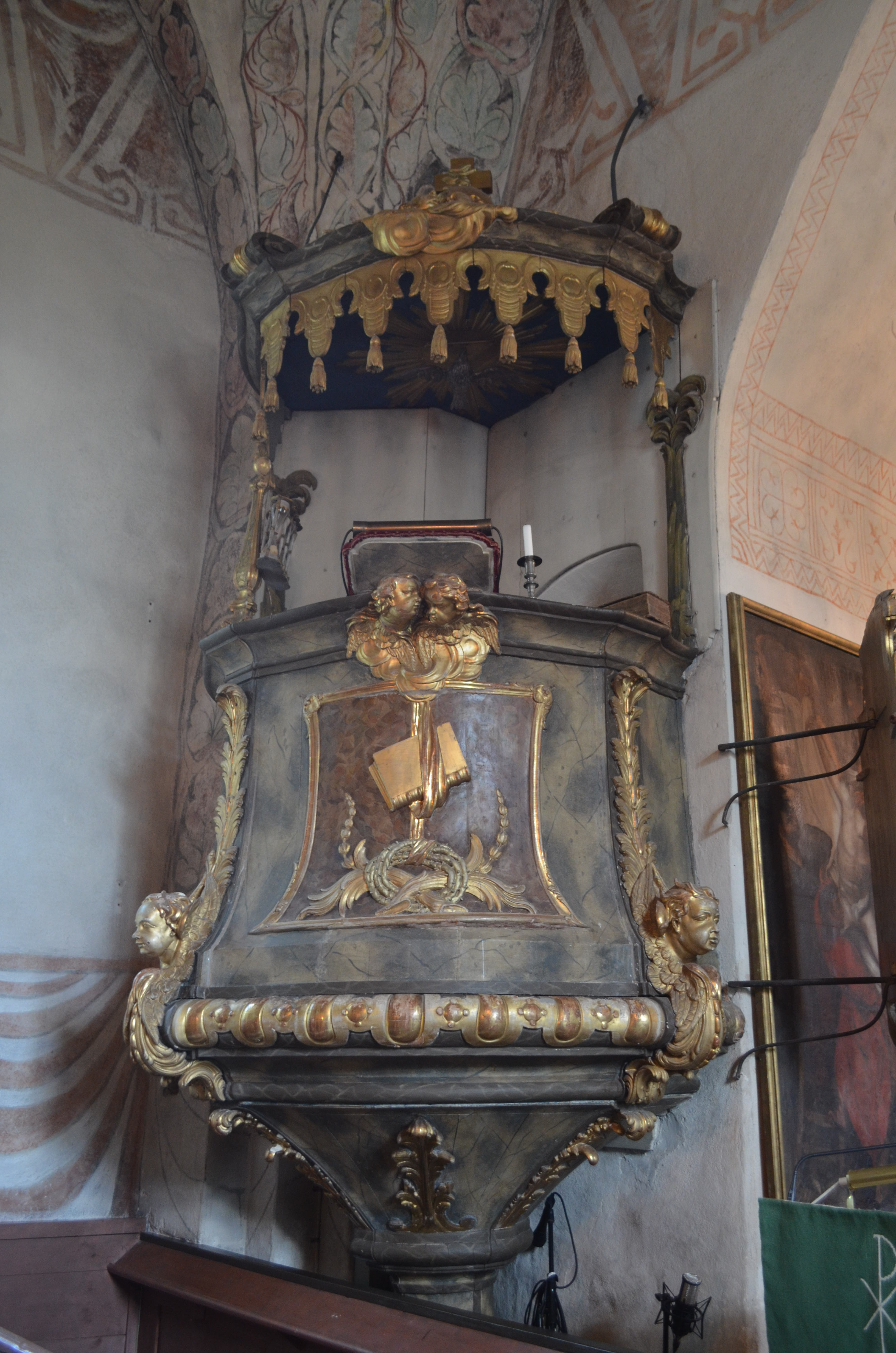
Estuna kyrkas predikstol
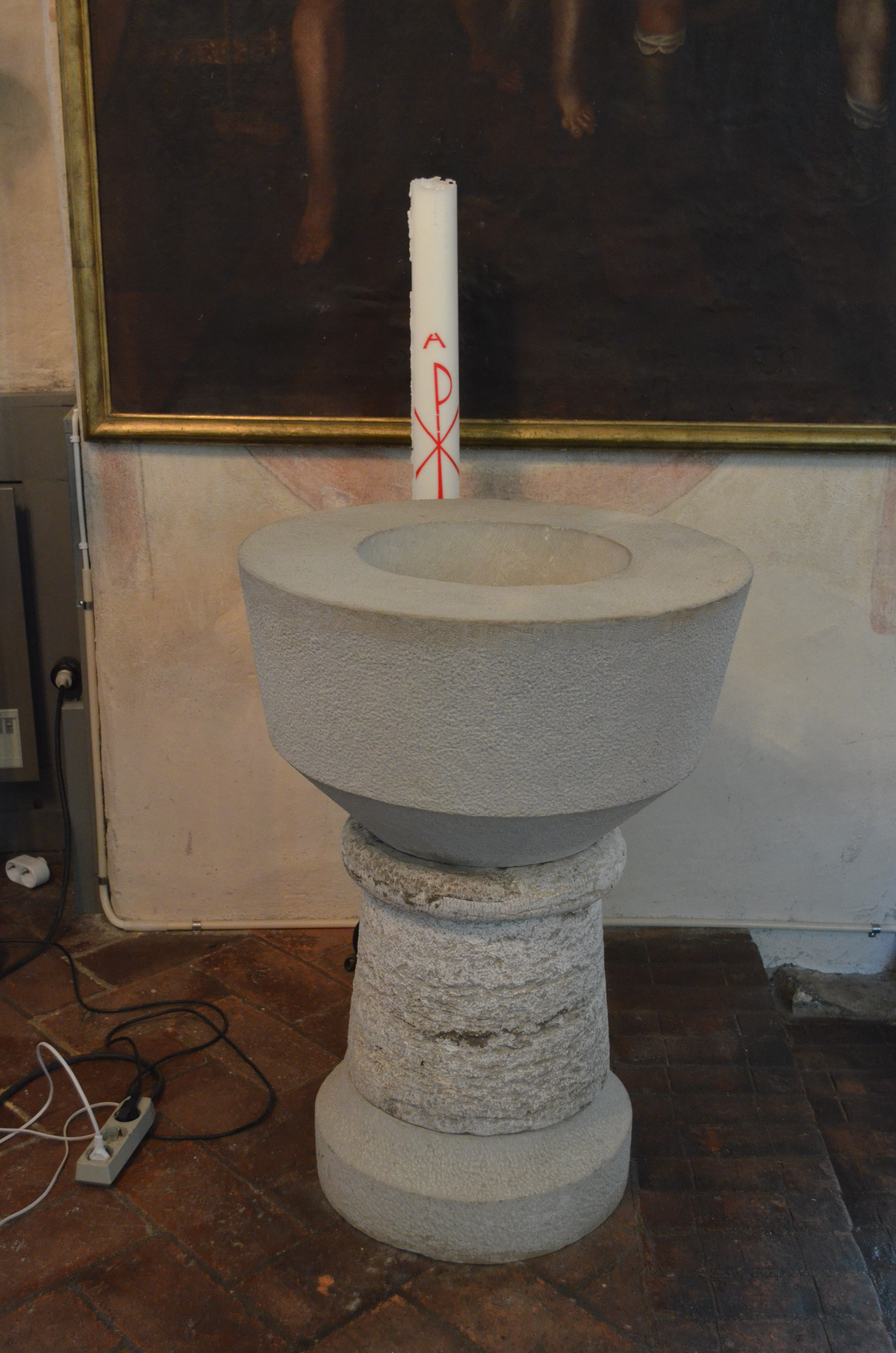
Estuna kyrkas dopfunt
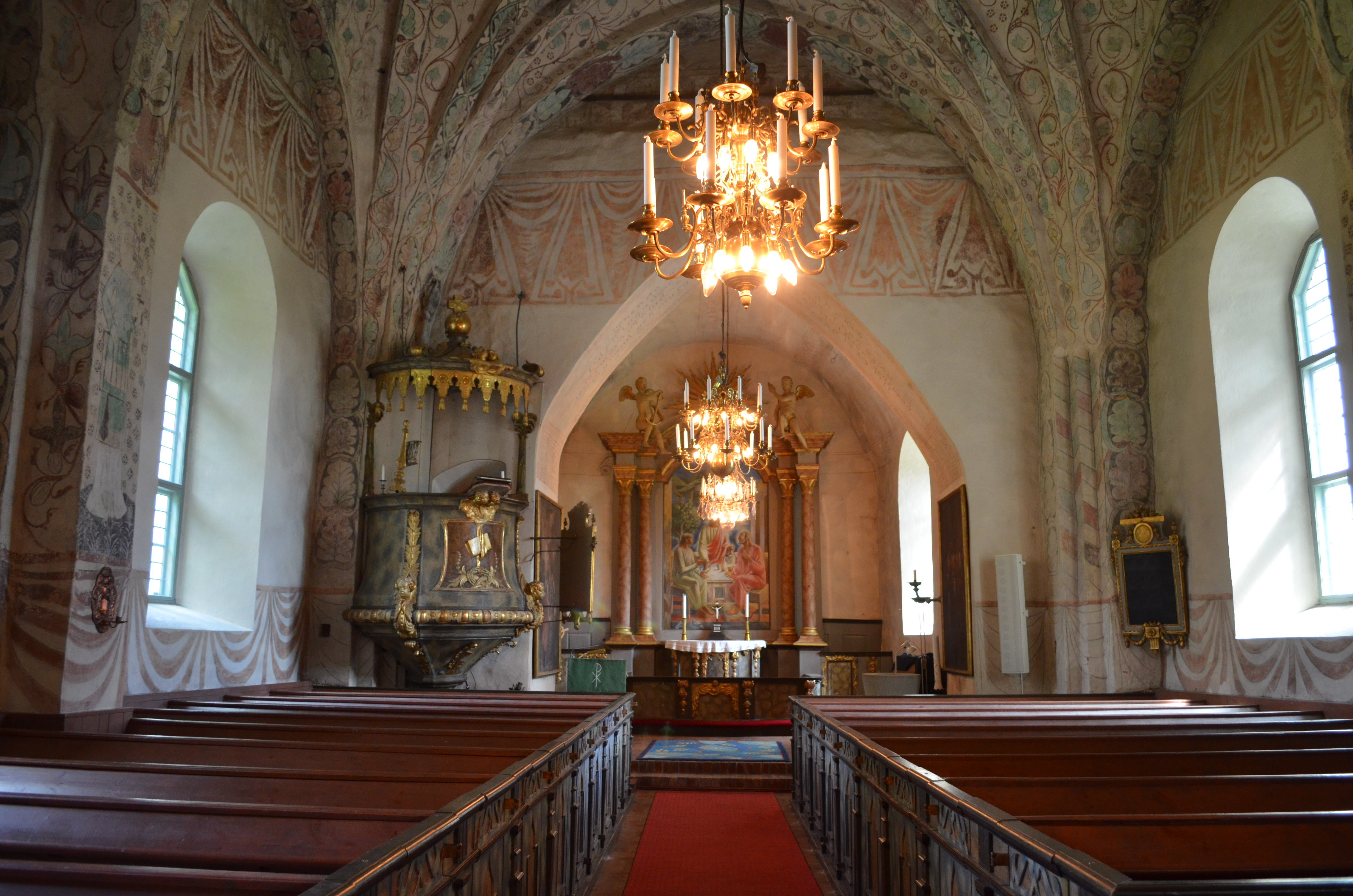
Estuna kyrkas kyrksal